# Богомяков Геннадій Павлович
Геннадій Павлович Богомяков (нар. 30 червня 1930, місто Тайга Західносибірського краю, тепер Кемеровської області, Російська Федерація — 25 березня 2020, місто Тюмень, Російська Федерація) — радянський державний діяч, 1-й секретар Тюменського обласного комітету КПРС. Член ЦК КПРС у 1976—1990 роках. Депутат Верховної ради РРФСР. Депутат Верховної Ради СРСР 9—11-го скликань. Кандидат геолого-мінералогічних наук (1960).

## Життєпис
У 1952 році закінчив Томський політехнічний інститут, гірничий інженер-геолог.
У 1952—1953 роках — інженер-гідрогеолог Кузбаської гідрогеологічної експедиції.
У 1953—1957 роках — аспірант, асистент Томського політехнічного інституту. У 1957 році закінчив аспірантуру при Томському політехнічному інституті.
У 1957—1958 роках — старший гідрогеолог, начальник тематичної партії, начальник відділу філіалу геологорозвідувального інституту в місті Новосибірську.
У 1958—1960 роках — вчений секретар Сибірського науково-дослідного інституту геології, геофізики і мінеральної сировини в місті Новосибірську.
Член КПРС з 1959 року.
У 1960—1964 роках — директор філії Сибірського науково-дослідного інституту геології, геофізики і мінеральної сировини в місті Тюмені.
У 1964—1967 роках — заступник директора з наукової роботи Західносибірського науково-дослідного геологорозвідувального нафтового інституту в місті Тюмені.
У 1967—1969 роках — завідувач відділ нафтової і газової промисловості Тюменського обласного комітету КПРС.
У 1969 році — 1-й секретар Тюменського міського комітету КПРС.
У вересні 1969 — 18 грудня 1973 року — 2-й секретар Тюменського обласного комітету КПРС.
18 грудня 1973 — 18 січня 1990 року — 1-й секретар Тюменського обласного комітету КПРС.
З січня 1990 року — персональний пенсіонер союзного значення в місті Тюмені.
З 1992 року — голова ради директорів «Тюменьенергобанку»; радник генерального директора ВАТ «Захсибгазпрому» в місті Тюмені.
Помер 25 березня 2020 року в місті Тюмені.

## Нагороди і звання
- орден Леніна (1980)
- орден Жовтневої Революції (1973)
- два ордени Трудового Червоного Прапора (1966, 1971)
- медалі
- Ленінська премія (1970)
- почесний нафтовик СРСР (1982)
- почесний працівник газової промисловості СРСР (1990)
- почесний працівник паливно-енергетичного комплексу Російської Федерації (2000)
- почесний працівник промисловості Тюменської області (2005)
- почесний громадянин Тюменської області
- почесний громадянин Ямало-Ненецького автономного округу
- відмінник розвідки надр СРСР (1980)